# Syd-Hamgyong
Syd-Hamgyong (Hamgyong-namdo) er en provins i Nordkorea.
Provinsen grænser til Ryanggang i nord og Nord-Hamgyong i nordøst, Sydpyongan i vest og Kangwon i syd. Regionen blev etableret i 1896 efter en todeling af den tidligere koreanske region Hamgyong. Regionshovedstaden er Hamhung.

## Om provinsen
I regionshovedstaden Hamhung ligger der flere universiteter og andre uddannelsesinstitutioner, byen rummer også en international lufthavn.
To jernbane linjer køre igennem provinsen, Gangwon linjen og Ping Luo Linjen.

## Geografi
Provinsen er omgivet af Ryanggang mod nord, Nord-Hamgyong mod nordøst, Kangwon mod syd, og Sydpyongan mod vest. På den østlige del af provinsen er det japanske hav. Syd-Hamgyong er også hjemsted for Yodok fangelejren.

## Administrativ inddeling
Provinsen er delt ind i tre byer («si»), distrikter (1 «ku» og 1 «chigu») og 15 amter («kun»).
| - Hamhŭng-si (함흥시; 咸興市) - Sinp'o-si (신포시; 新浦市) - Tanch'ŏn-si (단천시; 端川市) - Sudong-ku (수동구; 水洞區) - Kŭmho-chigu (금호지구; 琴湖地區) | - Changjin-kun (장진군; 長津郡) - Chŏngp'yŏng-kun (정평군; 定平郡) - Hamju-kun (함주군; 咸州郡) - Hŏch'ŏn-kun (허천군; 虛川郡) - Hongwŏn-kun (홍원군; 洪原郡) - Kowŏn-kun (고원군; 高原郡) - Kŭmya-kun (금야군; 金野郡) - Pujŏn-kun (부전군; 赴戰郡) | - Pukch'ŏng-kun (북청군; 北靑郡) - Ragwŏn-kun (락원군; 樂園郡) - Riwŏn-kun (리원군; 利原郡) - Sinhŭng-kun (신흥군; 新興郡) - Tŏksŏng-kun (덕성군; 德城郡) - Yŏnggwang-kun (영광군; 榮光郡) - Yodŏk-kun (요덕군; 耀德郡) |

## Notater
1. ↑  "Arkiveret kopi" (PDF). Arkiveret fra originalen (PDF) 31. marts 2010. Hentet 29. juli 2012.
2. ↑  "북한지역정보넷". Arkiveret fra originalen 3. juni 2012. Hentet 29. juli 2012.

40°14′24″N 127°31′52″Ø / 40.24°N 127.531°Ø